# Défens
Un défens ou défends est, dans le français juridique de l'Ancien Régime, une terre close par le seigneur pour en interdire l'accès, que ce soit un bois pour se réserver le droit de garenne, le droit de chasse, ou une parcelle cultivée pour interdire celle-ci au troupeau de la communauté, même après les récoltes. 
Selon Jacques Astor, le terme est issu du latin defensus, défendu. Le Centre national de ressources textuelles et lexicales (CNRTL) y voit plutôt defensum, participe passé neutre substantivé de defendere, au sens de « chose défendue » puis de « terrain clôturé ».
Au Moyen Âge, les défens sont bien souvent des bois giboyeux que les seigneurs interdisent à la chasse du menu peuple.
Ordinairement, les terres des tenanciers étaient en défens de la mi-mars à la Sainte-Croix de septembre (14 septembre), du moins jusqu'à ce que la récolte fût enlevée.
L'existence ancienne des défens est rappelée par la toponymie de nombreuses communes, ainsi le « bois du Défens » à Alligny-en-Morvan (Nièvre) ou la « colline du Défens » à Bauduen (Var).
S'il a donné « défens » en français, le latin defensum a donné devés en occitan (ou devesa, du latin defensa), d'où les noms de lieux-dits « Le Devès », « La Devèse », des pays d'Oc (une forme devéns a donné « le Devenson » à Marseille). Le sens de devés a évolué au cours des siècles, la connotation prohibitive finissant par disparaître pour ne laisser que le sens agricole de « pâturage ». Dans les pays ibériques, c'est le mot dehesa en espagnol (devesa en catalan), qui désigne une réalité contraire au défens, à savoir un pâturage municipal ouvert à la communauté.
L'Ordonnance de 1669 sur les Eaux et Forêts stipulait qu'après l'exploitation d'une parcelle selon la règle du tire et aire, ou lorsqu'elle était abroutie, la mise en défens était de 6 ans. Aujourd'hui, la « mise en défens » (on dit aussi « en défense ») d'une parcelle ou d'une partie de parcelle, est l'installation de clôtures, assortie de l'interdiction de pénétrer. « Défens » a alors le sens premier d'« interdiction », de « défense ». 

## Sources
- Marcel Lachiver, Dictionnaire du monde rural : Les mots du passé, Paris, Fayard, 1997, 1766 p. (ISBN 2-213-59587-9, lire en ligne), p. 599.
- Jacques Astor, Dictionnaire des noms de familles et noms de lieux du Midi de la France, Éditions du Beffroi, 2002, p. 288  (ISBN 2-908123-59-2)